# Bolbaffer tenuelimbatus
Bolbaffer tenuelimbatus là một loài bọ cánh cứng trong họ Geotrupidae. Loài này được Quedenfeldt miêu tả khoa học năm 1884.